# Pedicularis
- Commons
- Wikispecies

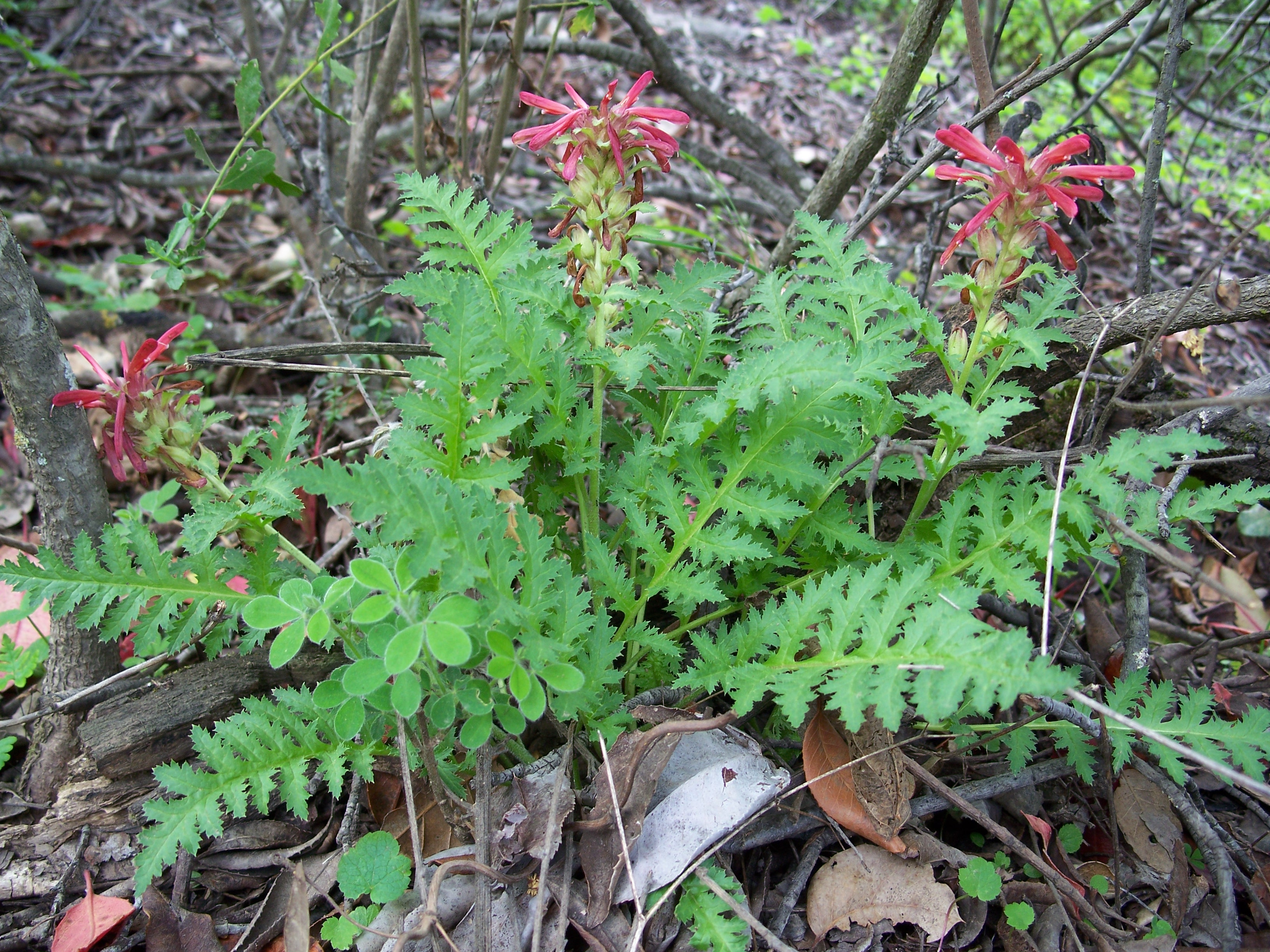
Pedicularis densiflora

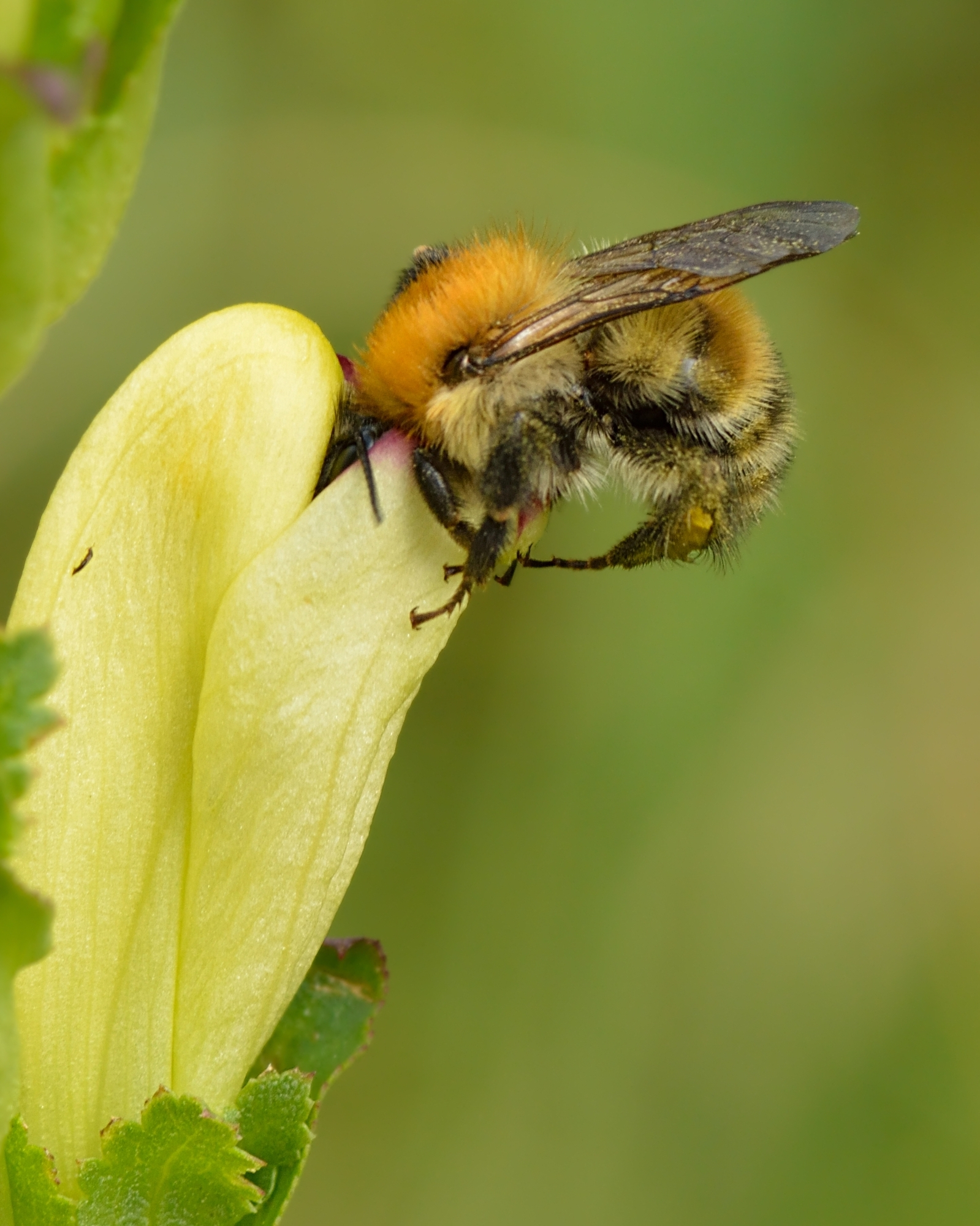
Pedicularis sceptrum-carolinum

Pedicularis L.é um género botânico pertencente à família Orobanchaceae. Encontrado na Ásia, a maioria na China.

## Sinonímia
- Pediculariopsis Á. Löve et D. Löve

## Espécies
| - Pedicularis acaulis - Pedicularis amoena - Pedicularis arguteserrata - Pedicularis ascendens - Pedicularis asparagoides - Pedicularis asplenifolia - Pedicularis attollens - Pedicularis baumgartenii - Pedicularis brachyodonta - Pedicularis bracteosa - Pedicularis cenisia - Pedicularis canadensis - Pedicularis comosa - Pedicularis compacta - Pedicularis dasyantha - Pedicularis dasystachys - Pedicularis densiflora - Pedicularis dudleyi - Pedicularis elegans - Pedicularis elongata - Pedicularis exaltata - Pedicularis ferdinandi - Pedicularis flammea - Pedicularis foliosa - Pedicularis furbishiae - Pedicularis friderici-augusti - Pedicularis graeca - Pedicularis groenlandica - Pedicularis gyroflexa - Pedicularis hacquetii - Pedicularis heterodonta - Pedicularis hirsuta | - Pedicularis hoermanniana - Pedicularis julica - Pedicularis kaufmannii - Pedicularis kerneri - Pedicularis labradorica - Pedicularis lapponica - Pedicularis leucodon - Pedicularis limnogena - Pedicularis mixta - Pedicularis oederi - Pedicularis ornithorhyncha - Pedicularis orthantha - Pedicularis palustris - Pedicularis petiolaris - Pedicularis physocalyx - Pedicularis portenschlagii - Pedicularis procera - Pedicularis pyrenaica - Pedicularis racemosa - Pedicularis recutita - Pedicularis resupinata - Pedicularis rosea - Pedicularis rostratocapitata - Pedicularis rostratospicata - Pedicularis sceptrum-carolinum - Pedicularis schizocalyx - Pedicularis sibthorpii - Pedicularis sudetica - Pedicularis sylvatica - Pedicularis tuberosa - Pedicularis uralensis - Pedicularis verticillata |

- «Lista completa»

## Classificação do gênero
| Sistema | Classificação                        | Referência               |
| ------- | ------------------------------------ | ------------------------ |
| Linné   | Classe Didynamia, ordem Angiospermia | Species plantarum (1753) |